# Acacia exilis
Acacia exilis é uma espécie de leguminosa do gênero Acacia, pertencente à família Fabaceae.